# 中国空手道协会
中国空手道协会是中华人民共和国空手道运动员、教练员、裁判员等组成的全国性体育组织，由中华全国体育总会领导，成立于2008年，会址位于北京市。